# Kebun Tebeng
Kebun Tebeng is een bestuurslaag in het regentschap Bengkulu van de provincie Bengkulu, Indonesië. Kebun Tebeng telt 5644 inwoners (volkstelling 2010).